# 山口尭二
山口 尭二（やまぐち ぎょうじ、1932年 - ）は、日本の国語学者。大阪大学名誉教授。博士（文学）（大阪大学、1991年）。
奈良時代から現代に至るまでの日本語の文法史研究に大きな影響を与えた。
高等学校時代の恩師であった池田義孝（『島崎藤村の生涯と旅』を執筆した国文学者でもあった）の影響から、京都大学に進学し、その後、同大学院に進学し国文学に傾倒していく。そして、京都女子高等学校・奈良女子大学文学部附属中学校・高等学校の高校教諭を経て、鹿児島大学助教授となる。そして、愛媛大学・大阪大学助教授、佛教大学・大阪大学教授を経て、現在大阪大学名誉教授。

## 研究分野
- 文法史
- 表現史

## 経歴
- 愛媛県立今治北高等学校卒業
- 京都大学文学部卒業
- 京都大学大学院文学研究科博士課程中退
- 1991年 大阪大学 文学博士　論文の題は　「日本語疑問表現通史 」。[1]
- 京都女子高等学校教諭
- 奈良女子大学文学部附属中学校・高等学校教諭
- 鹿児島大学助教授
- 愛媛大学助教授
- 大阪大学助教授
- 大阪大学教授
- 佛教大学教授
- 大阪大学名誉教授

## 著書
- 『古代接続法の研究』．明治書院 ．1980年．
- 『日本語疑問表現通史』．明治書院．1990年．
- 『日本語接続法史論』．和泉書院．1996年．
- 『構文史論考』．和泉書院．2000年．
- 『助動詞史を探る』．和泉書院．2003年．
- 『日本語学入門 しくみと成り立ち』．昭和堂．2005年．

- 『全訳全解古語辞典』．文英堂．2004年．
- 『標準新古典文法』．文英堂．2000年．